# فريدريك ثاتشر
فريدريك ثاتشر (بالإنجليزية: Frederick Thatcher)‏ هو مهندس معماري نيوزيلندي، ولد في 1814، وتوفي في 19 ديسمبر 1890.